# معقوفة (نبات)
المعقوفة (الاسم العلمي:Falcatifolium) هي جنس من النباتات تتبع الفصيلة المعلاقية من رتبة الصنوبريات.

## أنواع نبات المعقوفة
- معقوفة رفيعة
- معقوفة منجلية
- معقوفة غروزوية
- معقوفة بابويانية
- معقوفة سلومرية
- معقوفة طقسوسية